# Gary Cooper (muzikant)
Gary Cooper (Londen, 1968) is een van oorsprong Brits muzikant en dirigent die zich in eerstgenoemd vakgebied vooral heeft toegelegd op de klavecimbel en fortepiano. Hij is internationaal bekend geworden door zijn interpretaties van klaviermuziek van Bach en Mozart, en als dirigent van orkesten die muziek uit de renaissance, barok, romantiek en het classicisme ten uitvoer hebben gebracht.

## Carrière

### 1990-2003
Cooper studeerde orgel en klavecimbel aan Chetham's School of Music, het John Loosemore Centre en New College, alwaar hij cum laude afstudeerde. In 1990, nog tijdens zijn studententijd, richtte hij de New Chamber Opera in Oxford op. Hij dirigeerde er meerdere concerten, waaronder een met het volledige cantaterepertoire van Rameau. Tussen 1992 en 2000 maakte hij deel uit van het barokensemble Trio Sonnerie, ook wel bekend als Ensemble Sonnerie, dat diverse concerten in Europa en de Verenigde Staten heeft gegeven.
Cooper maakte in 2000 zijn solodebuut in Wigmore Hall, waar hij Bachs volledige compositie Das wohltemperierte Klavier uitvoerde. Ook ging hij op internationale tournee. Hij gaf onder meer optredens op het International Händel Festival in Halle, WDR Herne Festival, Nordic Baroque Festival en in concertzalen in Amsterdam, Madrid en Santiago. Tijdens deze tournee speelde hij de volledige compositie van Das wohltemperierte Klavier en de Goldbergvariaties (BWV 988).
In 2001 werd hij door de Britse krant The Times uitgeroepen tot "Beste nieuwkomer in de klassieke muziek". Datzelfde jaar ging hij op tournee in onder andere Japan en Duitsland. Ook ging hij toen aan de slag als muziekdirecteur van de New Kent Opera. In 2002 gaf hij optredens met violist Andrew Manze.

### 2004-heden
Enkele van Coopers optredens zijn uitgezonden op BBC Radio 3, waaronder zijn optreden op 22 november 2004 in de Cosmo Rodewald Concert Hall in Manchester en zijn uitvoering van Mozarts sonates voor piano en viool met violiste Rachel Podger van 29 januari 2006 in Wigmore Hall. Laatstgenoemd optreden werd live uitgezonden als onderdeel van Mozartdag, een initiatief van de European Broadcasting Union. In de jaren erna is Cooper meermaals in radio- en televisieprogramma's verschenen, met name in het Verenigd Koninkrijk. In 2004 trad hij tevens op in de Wilton's Music Hall in Londen. Het optreden werd door de Britse krant The Guardian goed onthaald.
In Wigmore Hall bracht hij met het ensemble Independent Opera en het orkest van Sadler's Wells Theatre van 2006 tot 2008 een concertante uitvoering van Händels opera Orlando ten gehore.
Cooper heeft tevens internationale ensembles gedirigeerd, zoals Akademie für Alte Musik Berlin, Irish Baroque Orchestra, Hanover Band, English Touring Opera, Ensemble Cordia, The King's Consort, Holland Baroque en het grootste Canadese ensemble Arion Baroque Orchestra. Met hen voerde hij onder meer Mozarts Die Entführung aus dem Serail en Händels Alcina op. Ook met Rachel Podger treed hij internationaal op. Met haar won hij in 2009 de Diapason d'or en in 2020 tevens de Gramophone Editor's Choice-prijs.
Verder is hij artistiek manager van het Belgische ensemble B'Rock Orchestra. Met B'Rock speelde hij onder meer op het Festival van Vlaanderen en de Innsbrucker Festwochen der Alten Musik, evenals optredens in Brugge, Utrecht, Potsdam en verschillende plaatsen in het Verenigd Koninkrijk.

#### Overige werkzaamheden
Naast muzikant en dirigent is hij leraar op het Royal Welsh College of Music & Drama en Conservatorium van Birmingham, waar hij lesgeeft in klavecimbel en fortepiano. Ook bezoekt hij als fortepianokenner geregeld het Royal College of Music.

## Werken (selectie)
| Jaar | Componist      | Titel                                                                                              | Artiest(en)/ensemble | Label                    |
| ---- | -------------- | -------------------------------------------------------------------------------------------------- | --- | ------------------------ |
| 1997 | Charpentier    | Le Mariage forcé H.494, Les Fous divertissants H.500 - New Chamber Opera (live-cd)                 | Gary Cooper (dirigent), John Bernays (bas), Nicolas Hurndall Smith (tenor), Rachel Elliott (sopraan), Christoph Wittmann (contratenor), The Band of Instruments (refrein) | ASV Gaudeamus            |
| 1999 | Rameau         | Complete Cantatas - New Chamber Opera (live-cd)                                                    | Gary Cooper (dirigent) | Gaudeamus                |
| 2002 | Charpentier    | Andromède H.504, Le Ballet de Polieucte H.498 - New Chamber Opera (live-cd)                        | Gary Cooper (dirigent), Giles Underwood (bas), James Gilchrist (tenor), Thomas Guthrie (bariton), Rachel Elliott (sopraan), The Band of Instruments (refrein)             | Gaudeamus                |
| 2004 | Mozart         | Sonatas for Keyboard & Violin                                                                      | Gary Cooper (fortepiano), Rachel Podger (viool) | Channel Classics Records |
| 2009 | Haydn          | Late Piano Works (sonate in C, Hob, xvi:48, sonate in Eb, Hob, xvi:49 en sonate in Eb, Hob.xvi:52) | Gary Cooper (fortepiano) | Channel Classics Records |
| 2009 | Haydn          | Symfonie 42, 44 en 49                                                                              | Arion Baroque Orchestra, Gary Cooper (dirigent) | Early-Music              |
|      | Weelkes        | Anthems - Oxford Camerata (live-cd)                                                                | Gary Cooper (orgel), Jeremy Summerly (dirigent) | Naxos                    |
|      | Victoria       | Requiem                                                                                            | Gary Cooper (orgel), Keith McGowan (bajan), The Sixteen (koor) | Coro                     |
|      | Charles Avison | Sonatas for Harpsichord Opp. 5 and 7                                                               | Gary Cooper (klavecimbel), The Avison Ensemble | Divine-Art               |
| 2014 | John Garth     | Accompanied Keyboard Sonatas Opp. 2 and 4                                                          | Gary Cooper (klavecimbel, spinet, piano en orgel), The Avison Ensemble | Divine-Art               |
|      |                | Shakespeares muziek                                                                                | Gary Cooper (virginaal en klavecimbel), Jacob Heringman (luit), Jeanette Ager (mezzosopraan)                                                                              | Philips Classics         |

## Prijzen en onderscheidingen
| Jaar | Titel                                           | Uitreiker        | Opmerkingen       |
| ---- | ----------------------------------------------- | ---------------- | ----------------- |
| 2001 | Beste nieuwkomer in de klassieke muziek         | The Times        |                   |
| 2001 | Beste cd-opname van Das wohltemperierte Klavier | The Sunday Times | met Trio Sonnerie |
| 2009 | Diapason d'or                                   | Diapason         | met Rachel Podger |
| 2020 | Gramophone Editor's Choice                      | Gramophone       | met Rachel Podger |